# Luton Town FC

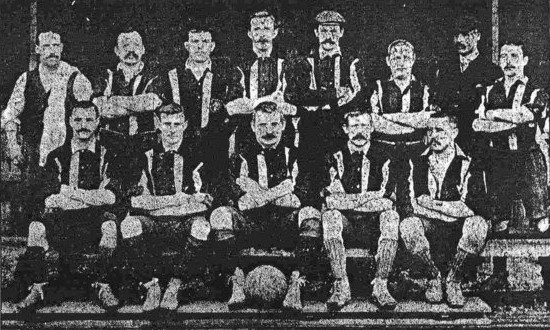
Team van 1898

Luton Town FC is een Engelse voetbalclub, opgericht in 1885. De club speelt zijn thuiswedstrijden in Kenilworth Road Stadium in Luton.

## Geschiedenis
De club ontstond door het samengaan van Luton Wanderers en Luton Excelsior. In 1897 werden ze toegelaten in de Football League. In 1905 verhuisden ze naar het huidige onderkomen. In 1954/55 wisten ze naar de tweede divisie te promoveren. Ze degradeerden daaruit in 1959/60. Niet lang daarna speelde Luton Town in de vierde divisie. In 1967/68 werd het kampioen in die divisie.
Luton Town speelde in de tweede divisie tot ze in 1981/82 die divisie won. In 1986/87 eindigde de club als zevende in de Football League First Division, de hoogste eindklassering in de clubgeschiedenis tot op dat moment. In 1991/92 degradeerde Luton Town op de laatste dag van het seizoen. In het seizoen 1993/94 wist Luton Town onder leiding van trainer-coach David Pleat de halve finales te bereiken van de FA Cup. De club degradeerde daarna nog twee keer, maar promoveerde in 2001/02 weer naar de derde divisie.
In 2004/05 volgde promotie naar de Football League Championship. In het eerste seizoen daarin werd Luton Town tiende. Daarna degradeerde het drie seizoenen op rij. Door financiële onrechtmatigheden begon Luton het seizoen 2008/09 met dertig punten in mindering. Mede hierdoor speelde Luton voor het eerst in 89 jaar niet meer in de Football League. In het eerste seizoen in de Conference National greep Luton naast promotie naar de League Two. Luton werd tweede en verloor in de play-offs van de nummer vijf, York City. In het seizoen 2013/14 werd Luton Town kampioen en keerde de club terug in de Football League. Ondanks het niveau speelde de club geregeld voor 10.000 toeschouwers, verreweg het meeste op dit niveau.
In het seizoen 2017/18 werd Luton Town tweede achter Accrington Stanley in de League Two en dwong zo promotie af naar de League One. Na een formidabel debuutjaar werd Luton Town meteen kampioen en promoveerde derhalve naar het tweede niveau van de Engelse voetbalpiramide, de Championship.
In het seizoen 2022/23 promoveerde Luton Town FC voor het eerst in de clubgeschiedenis naar de Premier League. Het bleek een greep te hoog. Het eerste seizoen op het hoogste niveau werd gelijk afgesloten in de degradatiezone.

## Erelijst
- Football League First Division
1955/1956 - 1959/1960
1982/1983 - 1991/1992
- Football League Second Division

Winnaar: 1981/1982
Runners-up: 1954/1955, 1973/1974
- Football League Third Division/Football League One

Winnaar: 1936/1937 (Zuid)*, 2004/2005, 2018/19
Runners-up: 1935/1936 (Zuid)*, 1969/1970
- Football League Fourth Division/Football League Two

Winnaar: 1967/1968
Runners-up: 2001/2002, 2017/18
- League Cup

Winnaar: 1987/1988
- FA Cup

Runners-up: 1959
- Football League Trophy

Winnaar: 2008/2009
- = Van 1921 tot 1958 bestond the Football League Third division uit een Zuid en een Noord competitie.

## Clubcultuur

### Bijnaam
Luton Town is bijgenaamd ‘The Hatters’. Deze bijnaam is afgeleid van de hoedenindustrie waar de stad Luton lang bekend om heeft gestaan.

## Eerste elftal

### Selectie
| Nr.           | Naam                 | Nationaliteit  | Geb. datum | Sinds | Contract | Vorige club            |
| ------------- | -------------------- | -------------- | ---------- | ----- | -------- | ---------------------- |
| Doelmannen    |                      |                |            |       |          |                        |
| 1             | James Shea           | Engeland       | 16-06-1991 | 2017  |          | Wimbledon              |
| 24            | Jack Walton          | Engeland       | 23-04-1998 | 2023  |          | Barnsley               |
| –             | Matt Macey           | Engeland       | 09-09-1994 | 2022  | 2024     | Hibernian              |
| Verdedigers   |                      |                |            |       |          |                        |
| 3             | Dan Potts            | Engeland       | 13-04-1994 | 2015  | 2024     | West Ham United        |
| 4             | Tom Lockyer          | Wales          | 03-12-1994 | 2020  |          | Charlton Athletic      |
| 16            | Reece Burke          | Engeland       | 02-09-1996 | 2021  | 2024     | Hull City              |
| 29            | Amari'i Bell         | Engeland       | 05-05-1994 | 2021  |          | Blackburn Rovers       |
| 32            | Gabriel Osho         | Engeland       | 14-08-1998 | 2020  | 2024     |                        |
| Middenvelders |                      |                |            |       |          |                        |
| 8             | Luke Berry           | Engeland       | 12-07-1992 | 2017  | 2024     | Cambridge United       |
| 17            | Pelly-Ruddock Mpanzu | Congo-Kinshasa | 22-03-1994 | 2014  |          | West Ham United        |
| 18            | Jordan Clark         | Engeland       | 22-09-1993 | 2020  |          | Accrington Stanley     |
| 20            | Louie Watson         | Ierland        | 07-06-2001 | 2022  |          | Derby County           |
| 22            | Allan Campbell       | Schotland      | 04-07-1998 | 2021  |          | Motherwell             |
| 23            | Fred Onyedinma       | Nigeria        | 24-11-1996 | 2021  |          | Wycombe Wanderers      |
| 28            | Elliot Thorpe        | Wales          | 09-11-2000 | 2021  | 2024     |                        |
| 30            | Luke Freeman         | Engeland       | 22-03-1992 | 2022  |          | Sheffield United       |
| 45            | Alfie Doughty        | Engeland       | 21-12-1999 | 2022  |          | Stoke City             |
| –             | Glen Rea             | Ierland        | 03-09-1994 | 2016  |          | Brighton & Hove Albion |
| –             | Tahith Chong         | Nederland      | 04-12-1999 | 2023  | 2026     | Birmingham City        |
| Aanvallers    |                      |                |            |       |          |                        |
| 9             | Carlton Morris       | Engeland       | 16-12-1995 | 2022  |          | Barnsley               |
| 10            | Cauley Woodrow       | Engeland       | 02-12-1994 | 2022  |          | Barnsley               |
| 11            | Elijah Adebayo       | Engeland       | 07-01-1998 | 2021  | 2024     | Walsall                |
| 15            | Admiral Muskwe       | Zimbabwe       | 21-08-1998 | 2021  |          | Leicester City         |
| 25            | Joe Taylor           | Wales          | 18-11-2002 | 2023  |          | Peterborough United    |
| 27            | Aribim Pepple        | Canada         | 25-12-2002 | 2022  |          | Cavalry                |
| –             | John McAtee          | Engeland       | 23-07-1999 | 2022  |          | Grimsby Town           |
| –             | Chiedozie Ogbene     | Ierland        | 01-05-1997 | 2023  |          | Rotherham United       |
| –             | Dion Pereira         | Engeland       | 25-03-1999 | 2020  |          |                        |

Laatste update: 1 juli 2023

## Overzichtslijsten

### Eindklasseringen sinds 1946/47
- 1947 13e
Second Division
- 1948 13e
Second Division
- 1949 10e
Second Division
- 1950 17e
Second Division
- 1951 19e
Second Division
- 1952 8e
Second Division
- 1953 3e
Second Division
- 1954 6e
Second Division
- 1955 2e
Second Division
- 1956 10e
First Division
- 1957 16e
First Division
- 1958 8e
First Division
- 1959 17e
First Division
- 1960 22e
First Division
- 1961 13e
Second Division
- 1962 13e
Second Division
- 1963 22e
Second Division
- 1964 18e
Third Division
- 1965 21e
Third Division
- 1966 6e
Fourth Division
- 1967 17e
Fourth Division
- 1968 1e
Fourth Division
- 1969 3e
Third Division
- 1970 2e
Third Division
- 1971 6e
Second Division
- 1972 13e
Second Division
- 1973 12e
Second Division
- 1974 2e
Second Division
- 1975 20e
First Division
- 1976 7e
Second Division
- 1977 6e
Second Division
- 1978 13e
Second Division
- 1979 18e
Second Division
- 1980 6e
Second Division
- 1981 5e
Second Division
- 1982 1e
Second Division
- 1983 18e
First Division
- 1984 16e
First Division
- 1985 13e
First Division
- 1986 9e
First Division
- 1987 7e
First Division
- 1988 9e
First Division
- 1989 16e
First Division
- 1990 16e
First Division
- 1991 18e
First Division
- 1992 20e
First Division
- 1993 20e
First Division
- 1994 20e
First Division
- 1995 16e
First Division
- 1996 24e
First Division
- 1997 3e
Second Division
- 1998 17e
Second Division
- 1999 12e
Second Division
- 2000 13e
Second Division
- 2001 22e
Second Division
- 2002 2e
Third Division
- 2003 9e
Second Division
- 2004 10e
First Division
- 2005 1e
League One
- 2006 10e
Championship
- 2007 23e
Championship
- 2008 24e
League One
- 2009 24e
League Two
- 2010 2e
Conference Premier
- 2011 3e
Conference Premier
- 2012 5e
Conference Premier
- 2013 7e
Conference Premier
- 2014 1e
Conference Premier
- 2015 8e
League Two
- 2016 11e
League Two
- 2017 4e
League Two
- 2018 2e
League Two
- 2019 1e
League One
- 2020 19e
Championship
- 2021 12e
Championship
- 2022 6e
Championship
- 2023 3e
Championship
- 2024 18e
Premier League
- 2025 22e
Championship

- First Division
- Second Division
- Third Division
- Fourth Division
- Premier League
- Championship
- League One
- League Two
- National League

ⓘ In 1992 invoering van de Premier League en opheffing van de Fourth Division; in 2004 opheffing van de First, Second en Third Division.

### Seizoensresultaten vanaf 2000
| Seizoen | Competitie         | Niveau | Eindstand | Tsch   | FA Cup     | Uitgeschakeld door:              | Opmerking                                                         |
| ------- | ------------------ | ------ | --------- | ------ | ---------- | -------------------------------- | ----------------------------------------------------------------- |
| 1999/00 | Second Division    | III    | 13        | 5.658  | 3e ronde R | Fulham FC: 0-3 (T)               |                                                                   |
| 2000/01 | Second Division    | III    | 22        | 5.672  | 3e ronde R | Queens Park Rangers FC: 1-2 (U)  |                                                                   |
| 2001/02 | Third Division     | IV     | 2         | 6.853  | 1e ronde   | Southend United FC: 2-3 n.v. (U) | Ligatopscorer: Steve Howard (24)                                  |
| 2002/03 | Second Division    | III    | 9         | 6.746  | 2e ronde   | Wigan Athletic FC: 0-3 (U)       |                                                                   |
| 2003/04 | Second Division    | III    | 10        | 6.253  | 4e ronde   | Tranmere Rovers FC: 0-1 (T)      |                                                                   |
| 2004/05 | EFL League One     | III    | 1         | 7.896  | 3e ronde   | Brentford FC: 0-2 (T)            | Ligatopscorer: Dean Windass (27)                                  |
| 2005/06 | EFL Championship   | II     | 10        | 9.139  | 3e ronde   | Liverpool FC 3-5 (T)             |                                                                   |
| 2006/07 | EFL Championship   | II     | 23        | 8.580  | 4e ronde   | Blackburn Rovers FC: 0-4 (T)     |                                                                   |
| 2007/08 | EFL League One     | III    | 24        | 6.493  | 3e ronde   | Everton FC: 0-1 n.v. (T)         |                                                                   |
| 2008/09 | EFL League Two     | IV     | 24        | 5.633  | 2e ronde   | Southend United FC: 1-3 (U)      | Winnaar EFL Trophy > Scunthorpe United FC: 3-2 n.v.               |
| 2009/10 | Conference Premier | V      | 2         | 6.578  | 3e ronde   | Southampton FC: 0-1 (U)          | halve finale promotie play-offs > York City FC: 0-1 / 0-1         |
| 2010/11 | Conference Premier | V      | 3         | 5.732  | 2e ronde R | Charlton Athletic FC: 1-3 (T)    | finale promotie play-offs > AFC Wimbledon: 0-0 (3-4 n.s.)         |
| 2011/12 | Conference Premier | V      | 5         | 5.542  | 2e ronde   | Cheltenham Town FC: 2-4 (T)      | finale promotie play-offs > York City FC: 1-2                     |
| 2012/13 | Conference Premier | V      | 7         | 5.671  | 8e finale  | Millwall FC: 0-3 (T)             |                                                                   |
| 2013/14 | Conference Premier | V      | 1         | 7.387  | 1e ronde   | Welling United FC: 1-2 (U)       | Ligatopscorer: Andre Gray (30)                                    |
| 2014/15 | EFL League Two     | IV     | 8         | 7.901  | 3e ronde   | Cambridge United FC: 1-2 (U)     |                                                                   |
| 2015/16 | EFL League Two     | IV     | 11        | 8.554  | 2e ronde   | Peterborough United FC: 0-2 (U)  |                                                                   |
| 2016/17 | EFL League Two     | IV     | 4         | 8.046  | 3e ronde   | Accrington Stanley FC: 1-2 (U)   | halve finale promotie play-offs > Blackpool FC: 2-3 / 3-3         |
| 2017/18 | EFL League Two     | IV     | 2         | 8.676  | 3e ronde   | Newcastle United FC: 1-3 (U)     |                                                                   |
| 2018/19 | EFL League One     | III    | 1         | 9.516  | 3e ronde R | Sheffield Wednesday FC: 0-1 (T)  |                                                                   |
| 2019/20 | EFL Championship   | II     | 19        | 10.047 | 3e ronde   | AFC Bournemouth: 0-4 (U)         |                                                                   |
| 2020/21 | EFL Championship   | II     | 12        | --     | 4e ronde   | Chelsea FC: 1-3 (U)              |                                                                   |
| 2021/22 | EFL Championship   | II     | 6         | 9.857  | 8e finale  | Chelsea FC: 2-3 (T)              | halve finale promotie play-offs > Huddersfield Town FC: 1-1 / 0-1 |
| 2022/23 | EFL Championship   | II     | 3         | 9.854  | 4e ronde R | Grimsby Town FC: 0-3 (U)         | finale promotie play-offs > Coventry City FC: 1-1 (6-5 n.s.)      |
| 2023/24 | Premier League     | I      | 18        | 11.244 | 8e finale  | Manchester City FC: 2-6 (T)      |                                                                   |
| 2024/25 | EFL Championship   | II     | 22        | 11.551 | 3e ronde   | Nottingham Forest: 0-2 (U)       |                                                                   |
| 2025/26 | EFL League One     | III    | .         |        |            |                                  |                                                                   |

## Bekende (oud-)Hatters

### Spelers
- Ben Alnwick
- John Aston Jr.
- Emmerson Boyce
- Tim Breacker
- Reece Burke
- Gary Doherty
- Mal Donaghy
- Lars Elstrup
- Steve Foster
- Luke Freeman
- Andre Gray
- John Hartson
- Matt Jackson
- Andrew Johnson
- Tim Krul
- Matt Macey
- Bruce Rioch
- Ronny Rosenthal
- Les Sealey
- Mike Small
- Juergen Sommer
- Matthew Taylor
- Matthew Upson
- Marc Wilson